# Marco Magnani (cestista)
Marco Magnani (21 marzo 1985) è un ex cestista italiano con cittadinanza svizzera.

## Palmarès
- Campionato svizzero: 2

Lugano Tigers: 2005-06, 2013-14
- Coppa Svizzera: 1

Lugano Tigers: 2015